# Мирче Ацев (село)
Вижте пояснителната страница за други значения на Мирче Ацев.
Мирче Ацев (на македонска литературна норма: Мирче Ацев) е село в централната част на Северна Македония, община Кривогащани. Според преброявне от 2002 година селото е без жители.

## География
Селото е разположено в равнинната част на областта Пелагония, западно от Прилеп.

## История
В 1922 година на част от землището на Мало Коняри е основано селище на сръбски колонисти - преселници от Далмация, наречено Петрово. Към началото на Втората световна война Петрово има 28 домакинства, функционира училище. През 1941 година сръбските колонисти са изселени, а на тяхно място се заселват преселници от Локвица (20 семейства) и от Стружко (6 семейства). След войната в Петрово се завръщат две сръбски семейства. Впоследствие селото е прекръстено на Мирче Ацев.
Брой домакинства:
| Година | Брой |
| 1941   | 28   |
| 1948   | 28   |
| 1955   | 28   |
| 1961   | 22   |
| 1971   | 10   |